# Kristofer Hivju
Kristofer Hivju (* 7. prosince 1978, Oslo) je norský herec. Proslavil se zejména v seriálu Hra o trůny, kde si zahrál Tormunda Obrozhoubu, jednoho z velitelů Divokých. Hrál rovněž ve švédském snímku Vyšší moc (2014), v norském historickém dramatu Poslední král (2016), švédském seriálu Stíny nad Stockholmem či v americké akční podívané Rychle a zběsile 8 (2017). Zahrál si i v norské filmové pohádce Tři přání pro Popelku, která je remakem českého snímku Tři oříšky pro Popelku. Je synem norského herce Erika Hivju a bratrancem francouzské herečky Isabelle Nantyové.